# جبل ظلملم (روستا)
جبل ظلملم به عربی ( جَبل ظَلَملَم )، روستایی است در دهستان کُسْمة از توابع استان رَیمه در کشور یمن در شبه جزیره عربستان.

## جمعیت
جمعیت آن (۵۵) نفر (۵ خانوار) می‌باشد.